# Ґалонзкі (Великопольське воєводство)
Ґалонзкі (пол. Gałązki, нім. Galonski) — село в Польщі, у гміні Козьмін-Велькопольський Кротошинського повіту Великопольського воєводства.
Населення — 226 осіб (2011).
У 1975-1998 роках село належало до Каліського воєводства.

## Демографія
Демографічна структура станом на 31 березня 2011 року:
|          | Загалом | Допрацездатний вік | Працездатний вік | Постпрацездатний вік |
| -------- | ------- | ------------------ | ---------------- | -------------------- |
| Чоловіки | 104     | 19                 | 76               | 9                    |
| Жінки    | 122     | 33                 | 64               | 25                   |
| Разом    | 226     | 52                 | 140              | 34                   |